# Comunitat de Terol
La Comunitat de Terol és una de les comarques de l'Aragó.

## Llista de municipis
Ababuj, Aguatón, Aguilar del Alfambra, Alba, Alfambra, Almohaja, Alobras, Alpeñés, Argente, Camañas, Camarillas, Cañada Vellida, Cascante del Río, Cedrillas, Celadas, Cella, Corbalán, Cubla, El Cuervo, Cuevas Labradas, Escorihuela, Fuentes Calientes, Galve, Jorcas, Libros, Lidón, Monteagudo del Castillo, Orrios, Pancrudo, Peralejos, Perales del Alfambra, El Pobo, Rillo, Riodeva, Santa Eulalia del Campo, Terol, Tormón, Torrelacárcel, Torremocha de Jiloca, Tramacastiel, Valacloche, Veguillas de la Sierra, Villarquemado, Villastar, Villel i Visiedo